# Краснояровка (Ростовская область)
Краснояровка — хутор в Кашарском районе Ростовской области.
Входит в состав Первомайского сельского поселения.

## География

### Улицы
| - пер. Луговой - пер. Магистральный - пер. Песчаный - пер. Цветочный - пер. Школьный | - ул. Набережная - ул. Садовая - ул. Центральная |

## Население
| 2010 |
| ---- |
| 296  |